# Richard Wollek
Richard Wollek (18. července 1874 Innsbruck – 14. ledna 1940 Vídeň) byl rakouský křesťansko sociální politik, na počátku 20. století poslanec Říšské rady, v poválečném období poslanec rakouské Národní rady; tajemník Křesťansko sociální strany Rakouska.

## Biografie
Vychodil národní školu a gymnázium a vystudoval právnickou fakultu na Innsbrucké univerzitě. Působil jako majitel statku. Angažoval se v Křesťansko sociální straně Rakouska. Byl tajemníkem celorakouského vedení strany a v letech 1908–1920 poslancem Dolnorakouského zemského sněmu.
Na počátku 20. století se zapojil i do celostátní politiky. Ve volbách do Říšské rady roku 1911 získal mandát v Říšské radě (celostátní zákonodárný sbor) za obvod Dolní Rakousy 58. Usedl do poslanecké frakce Křesťansko-sociální klub německých poslanců. Ve vídeňském parlamentu setrval až do zániku monarchie. K roku 1911 se profesně uvádí jako zemský poslanec a tajemník křesťansko sociální strany a dolnorakouského rolnického svazu.
V letech 1918–1919 zasedal jako poslanec Provizorního národního shromáždění Německého Rakouska (Provisorische Nationalversammlung), pak od 10. listopadu 1920 do 1. října 1930 a znovu od 2. prosince 1930 do 2. května 1934 byl poslancem rakouské Národní rady.